# Jean Médecin
Jean Médecin (* 2. Dezember 1890 in Nizza; † 18. Dezember 1965 ebenda) war ein französischer Politiker. Er war unter anderem 1928 bis 1943 und 1947 bis 1965 Bürgermeister der Stadt Nizza.

## Leben
Médecin stammte aus einer alten Notabelnfamilie. Er studierte Rechtswissenschaften in Paris und diente im Ersten Weltkrieg in der französischen Armee. 1916 erhielt der vom Korporal zum Hauptmann Aufgestiegene nach der Schlacht von Verdun das Croix de guerre und wurde Mitglied der Ehrenlegion.
Nach Kriegsende war er kurz als Rechtsanwalt tätig, widmete sich aber bald hauptberuflich der Politik. Als Multifunktionär fungierte Médecin nicht nur als Bürgermeister, sondern auch Mitglied (Deputierter) im nationalen Parlament, ab 1939 Mitglied des Senats. Médecin gehörte zunächst zu den Unterstützern des Regimes von Marschall Philippe Pétain und behielt seine Ämter, zerkrachte sich aber 1942 mit den italienischen Besatzern von Nizza. Das Jahr 1944 verbrachte er zum Teil in deren Gefangenschaft. Vorwürfe der Kollaboration bewirkten nur eine kurze Unterbrechung seiner politischen Karriere. Ab 1947 übte er wieder seine wichtigsten Ämter aus. 1955–1956 diente er als Staatssekretär im Ministerrat.
Médecin war und blieb ein entschiedener Gegner von Charles de Gaulle. Bei der Präsidentschaftswahl 1965 unterstützte er deshalb im ersten Wahlgang Jean Lecanuet und François Mitterrand im zweiten.
Médecins Ausrichtung kann für den Großteil der Zwischenkriegszeit und für die Periode nach 1945 als bürgerlich-demokratisch oder linke bis rechte Mitte umrissen werden. 1936, nach der Bildung der Volksfrontregierung, schloss er sich kurz dem Parti populaire français, einer faschistischen Gruppierung, an.
Ab 1961 gab Mèdecin etliche seiner Mandate an seinen Sohn Jacques Médecin ab, der ihm 1965 bis 1990  als Bürgermeister nachfolgte, dann allerdings wegen einer Korruptionsaffäre flüchten musste.
In Jean Médecins Amtszeit fallen viele der gelungenen und auch der problematischen urbanen Projekte Nizzas – etwa die aufgestelzte Stadtautobahn über den Bahngeleisen und mehrere Museumsbauten. Médecin starb im Amt. Heute trägt die Avenue Jean-Médecin, eine der wichtigsten Einkaufsstraßen Nizzas, seinen Namen. Man nannte Médecin „le roi Jean“, oder im lokalen Dialekt „Jan de Nissa“.